# 1736
Перша наукова революція •  Глухівський період в історії Гетьманщини •  Російська імперія

## Геополітична ситуація
Османську імперію очолює Махмуд I (до 1754). Під владою османського султана перебувають Близький Схід та Єгипет, Середземноморське узбережжя Північної Африки, частина Закавказзя, значні території в Європі: Греція, Болгарія і Сербія. Васалами османів є Волощина та Молдова.
Священна Римська імперія охоплює, крім німецьких земель, Угорщину з Хорватією, Трансильванію, Богемію, Північну Італію, Австрійські Нідерланди. Її імператор — Карл VI Габсбург (до 1740). Король Пруссії — Фрідріх-Вільгельм I (до 1740).
На передові позиції в Європі вийшла Франція, якою править Людовик XV (до 1774). Франція має колонії в Північній Америці та Індії.
Король Іспанії — Філіп V з династії Бурбонів (до 1746). Королівству Іспанія належать південь Італії, Нова Іспанія, Нова Гранада та Віцекоролівство Перу в Америці, Філіппіни. Королем Португалії є Жуан V (до 1750). Португалія має володіння в Бразилії, Африці, Індії, Індійському океані та Індонезії.
Північ Нідерландів займає Республіка Об'єднаних провінцій. Вона має колонії в Північній Америці, Індонезії, на Формозі та на Цейлоні. Великою Британією править Георг II (до 1760). Британія має колонії в Північній Америці, на Карибах та в Індії. Король Данії та Норвегії — Крістіан VI (до 1746), на шведському троні сидить Фредерік I (до 1751). На Апеннінському півострові незалежні Венеціанська республіка та Папська область. у Речі Посполитій королює Август III Фрідріх (до 1763). На троні Російської імперії сидить Анна Іванівна (до 1740).
Україну розділено по Дніпру між Річчю Посполитою та Російською імперією. Після смерті гетьмана Лівобережної Данила Апостола влада в Україні перейшла до Правління гетьманського уряду. Нова Січ є пристановищем козаків. Існує Кримське ханство, якому підвладна Ногайська орда.
В Ірані до влади прийшла нова династія Афшаридів.
Значними державами Індостану є Імперія Великих Моголів, Імперія Маратха. В Китаї править Династія Цін. У Японії триває період Едо.

## Події

### В Україні
- Українські козаки взяли участь у першому із кримських походів.
- Гайдамаки розграбували Паволоч і вчинили в ньому єврейський погром.

### У світі
- Шахом Ірану обрано Надер Шаха. Він став засновником династії Афшаридів.
- Засновано місто Огаста в Джорджії.
- Джордж Дуглас-Гамільтон став першим у Британії фельдмаршалом.
- 26 січня польський король Станіслав Лещинський відрікся від трону.
- Франц III Лотаринзький, майбутній імператор Священної Римської імперії, одружився з Марією-Терезією.
- У російсько-турецькій війні росіяни захопили Азов.
- У Японії проведено грошову реформу та прийнято «Затверджені положення про судочинство».

### Наука і культура
- Посмертно опубліковано «Метод флюксій» Ісаака Ньютона.
- Експедиція в Лапландію, яку очолив П'єр Луї Мопертюї, мала завдання виміряти довжину градуса меридіана для визначення форми Землі.
- У листі до Джеймса Стірлінга Леонард Ейлер описав те, що стало відомим як формула Ейлера — Маклорена.
- Леонард Ейлер дав перший опублікований доказ малої теореми Ферма.
- Медаль Коплі вдруге отримав Джон Теофіл Дезаґульє.
- Джованні Перголезі написав кантату «Stabat Mater».
- В Англії з'явилися купальні машини.
- Мухаммед ібн Абд аль-Ваххаб започаткував ваххабізм.

## Народились
див. також Категорія:Народились 1736
- 19 січня — Ватт Джеймс, шотландський винахідник, конструктор парового двигуна
- 25 січня — Жозеф-Луї Лагранж, французький математик і механік
- 14 червня — Шарль Огюстен Кулон, французький фізик

## Померли
Див. також Категорія:Померли 1736